# Динси (станция метро)
«Динси» (англ. Dingxi; кит. 頂溪) — станция Оранжевой линии Тайбэйского метрополитена, конечная станция маршрута «Лучжоу» — «Динси». Находится на территории района Юнхэ Нового Тайбэя. Станция была открыта 24 декабря 1998 года. Располагается между станциями «Гутин» и «Рынок Юнъань».
.

## Техническая характеристика
«Динси» — однопролётная станция. На станции есть два выхода, оборудованных эскалаторами. Один выход также оборудован лифром для инвалидов и пожилых людей.  16 января 2015 года на станции были установлены автоматические платформенные ворота.

## Близлежащие достопримечательности
Рядом со станцией находятся традиционный китайский магазин соевого молока и кондитерских изделий «Юнхэ» и ночной рынок Лэхуа.